# Chew Stoke
Chew Stoke – wieś w Anglii, w hrabstwie ceremonialnym Somerset, w dystrykcie (unitary authority) Bath and North East Somerset. Leży 12 km na południe od miasta Bristol i 176 km na zachód od Londynu. W 2001 miejscowość liczyła 905 mieszkańców.